# Società Sportiva Sambenedettese 1955-1956
Questa voce raccoglie le informazioni riguardanti la Società Sportiva Sambenedettese nelle competizioni ufficiali della stagione 1955-1956.

## Rosa

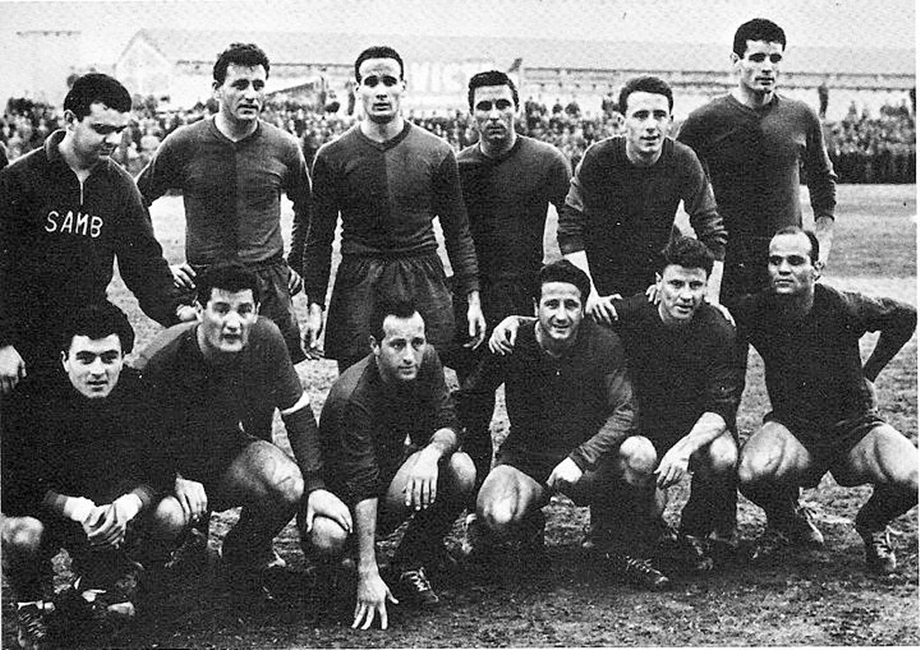
In piedi da sinistra: Filippini (massaggiatore), Rizzato, Rossi, Celio, Di Fraia, Guidazzi.
Da sinistra accosciati: Matteucci, Astraceli, Sellani, Rimbaldo, Moretti, Rosati.

| N. |                   | Ruolo | Calciatore        |
| -- | ----------------- | ----- | ----------------- |
|    | Italia (bandiera) | D     | Alberto Astraceli |
|    | Italia (bandiera) | D     | Luciano Cacchiò   |
|    | Italia (bandiera) | D     | Gastone Celio     |
|    | Italia (bandiera) | A     | Rino Di Fraia     |
|    | Italia (bandiera) | A     | Virginio Guidazzi |
|    | Italia (bandiera) | A     | Ugo Lorenzi       |
|    | Italia (bandiera) | P     | Enzo Matteucci    |
|    | Italia (bandiera) | C     | Aldo Morsan       |
|    | Italia (bandiera) | A     | Gabriele Moretti  |

| N. |                   | Ruolo | Calciatore         |
| -- | ----------------- | ----- | ------------------ |
|    | Italia (bandiera) | A     | Luciano Padoan     |
|    | Italia (bandiera) | A     | Livio Rimbaldo     |
|    | Italia (bandiera) | A     | Duilio Rizzato     |
|    | Italia (bandiera) | D     | Domenico Rosati    |
|    | Italia (bandiera) | D     | Elio Rossi         |
|    | Italia (bandiera) | C     | Alvaro Sellani     |
|    | Italia (bandiera) | A     | Gustavo Travaglini |
|    | Italia (bandiera) | A     | Ilio Traverso      |
|    | Italia (bandiera) | P     | Enore Zanoni       |